# This is Pil
This is Pil è il nono album studio dei Public Image Ltd..

## Tracce
1. This is PiL – 3:39
2. One Drop – 4:51
3. Deeper Water – 6:07
4. Terra Gate – 3:47
5. Human – 6:02
6. I Must be Dreaming – 4:13
7. It Said That – 4:08
8. The Room I Am in – 3:07
9. Lollipop Opera – 6:54
10. Fool – 5:52
11. Reggie Song – 5:48
12. Out of the Woods – 9:41

### Deluxe edition bonus DVD –There is a PiL in Heaven
Concerto dal vivo registrato all'Heaven Nightclub di Londra, il 2 aprile 2012
1. Deeper Water
2. This Is Not a Love Song
3. Albatross
4. Reggie Song
5. Disappointed
6. Warrior
7. Religion
8. USLS1
9. Death Disco
10. Flowers of Romance
11. Lollipop Opera
12. Bags / Chant
13. Out of the Woods
14. One Drop
15. Rise
16. Open Up